# Finca 60
Finca 60 est un corregimiento situé dans le district de Changuinola, province de Bocas del Toro, au Panama. Il a été créé le 8 juin 2015, séparé du corregimiento de Changuinola.